# In My Darkest Hour
«In My Darkest Hour» es una canción compuesta por la banda de thrash metal, Megadeth, perteneciente a su tercer álbum So Far, So Good... So What!. El líder de la banda, Dave Mustaine, ha declarado que la parte instrumental de esta canción fue compuesta en la memoria del fallecido bajista de su exbanda Metallica, Cliff Burton, quien murió el 27 de septiembre de 1986. La letra habla de la decepción amorosa, aunque podría interpretarse como la acción de emanciparse del sentimiento oscuro que dejan las malas relaciones.
Mustaine desenvuelve perfectamente su papel nostálgico e ideológico sobre la muerte y la verdad siniestra que se encuentra en los finales amorosos.

## Canción
La estructura de la canción está influenciada fuertemente por el Thrash Metal, con riffs más pesados y menos veloces, dando un sonido más oscuro.
La canción tiene diversos cambios en su tempo y métrica, con un inicio tranquilo, con el uso de guitarra acústica. Progresivamente se vuelve más rápida y agresiva, hasta finalizar de forma similar que en el comienzo.

Cuenta con dos solos de guitarra, uno ejecutado por Dave Mustaine y otro por Jeff Young, los cuales son complejos.

## Letra
Mientras que la melodía está inspirada en su excompañero de Metallica Cliff Burton, la letra se inspiró a consecuencia de una relación fallida de Mustaine, la cual lo dejó y terminaron mal.
- Datos: Q1882593